# Aleida Leurink
Aleida Leurink (Enschede, 24 september 1682 – Losser, 6 augustus 1755) was een predikantsvrouw die voornamelijk bekend werd door de notitieboeken die zij 57 jaar lang bij hield.

## Jeugd en huwelijk
Aleida werd al op jonge leeftijd wees. Zowel haar vader als haar moeder overleden in 1694. Ze werd samen met haar zussen Geeske, Catharina en Judith en broer Georgius toevertrouwd aan de zorgen van haar oom, Jan Stroink.
Op vijftienjarige leeftijd trouwde ze op 9 maart 1698 met de dan achtentwintigjarige Henricus Keller, dominee in Losser.

## Notitieboeken
"Wat ik zo dagelijks mocht beleven
heb ik in een boekske neergeschreven
Zoodat op mijnen ouden dag
Geheel mijn leven voor mij lag."

Op de dag van haar trouwen begon Aleida met haar notities. De eerste jaren zijn die nog summier, maar na verloop van tijd worden ze steeds uitgebreider. Zo vermeldt zij van van 1698 tot 1752 de prijzen van rogge. Vanaf 1749 heeft ze een thermometer en barometer en noteert dagelijks de standen ervan. Naast de gegevens die met haar werk te maken hebben, zoals het weer en de opbrengst van haar rogge, geeft Aleida ook een inzicht in de gebeurtenissen in de jaren dat ze schreef. Zowel kleine gebeurtenissen met de kinderen als grote gebeurtenissen zoals overstromingen, veeziekten, branden, lief en leed van het Huis van Oranje, strubbelingen tussen hervormden en katholieken, oorlogsgevaar en terechtstellingen, werden door haar opgetekend. De gebruikte vaktermen op het gebied van spinnen en weven geven aan dat zij wist waarover ze schreef en dat ze precies wist bij welke wever je wat moest laten weven. Daarnaast vermeldt zij bij elke transactie wat zij er aan verdiende.
Het dagboek van Aleida Leurink is in het begin van de 20e eeuw voor een breed publiek toegankelijk gemaakt door J.J. van Deinse die erover ging schrijven in het Twentsch Dagblad Tubantia.

## Significantie
Doordat Aleida 57 jaar lang schreef geven haar notitieboeken een duidelijk beeld van leven in die tijd. Grote gebeurtenissen in de geschiedenis rondom Losser of die van landelijk belang zijn geweest zijn terug te vinden in haar dagboek. Vooral de gegevens rond het weer en de roggeprijzen geven geschiedkundigen veel informatie. Haar dagboeken werden al in 1754 openbaar. Op verschillende plekken zijn (delen uit) het dagboek te lezen. 

## Kinderen
Aleida en Henricus kregen 5 kinderen:
- Christiaan  16-11-1700 † 31-10-1722; getrouwd met Gertrud Keilvers
- Herberdina  17-6-1703 † 15-9-1752; getrouwd met Juriaan Stroink
- Anna Margaretha  4-8-1706 † 10-5-1757; getrouwd met Hermannus Stroink
- Joannes  5-3-1709 †5-8-1780; predikant in Losser
- Henrica 24-1-1716 † 8-4-1717

## Nalatenschap
In 2009 kwam het boek “Tot Losser gekomen” uit, samengesteld door M.L. Hansen.
Op de website van het Weerstation Losser is door Johan Effing een lijst met haar metingen samengesteld.

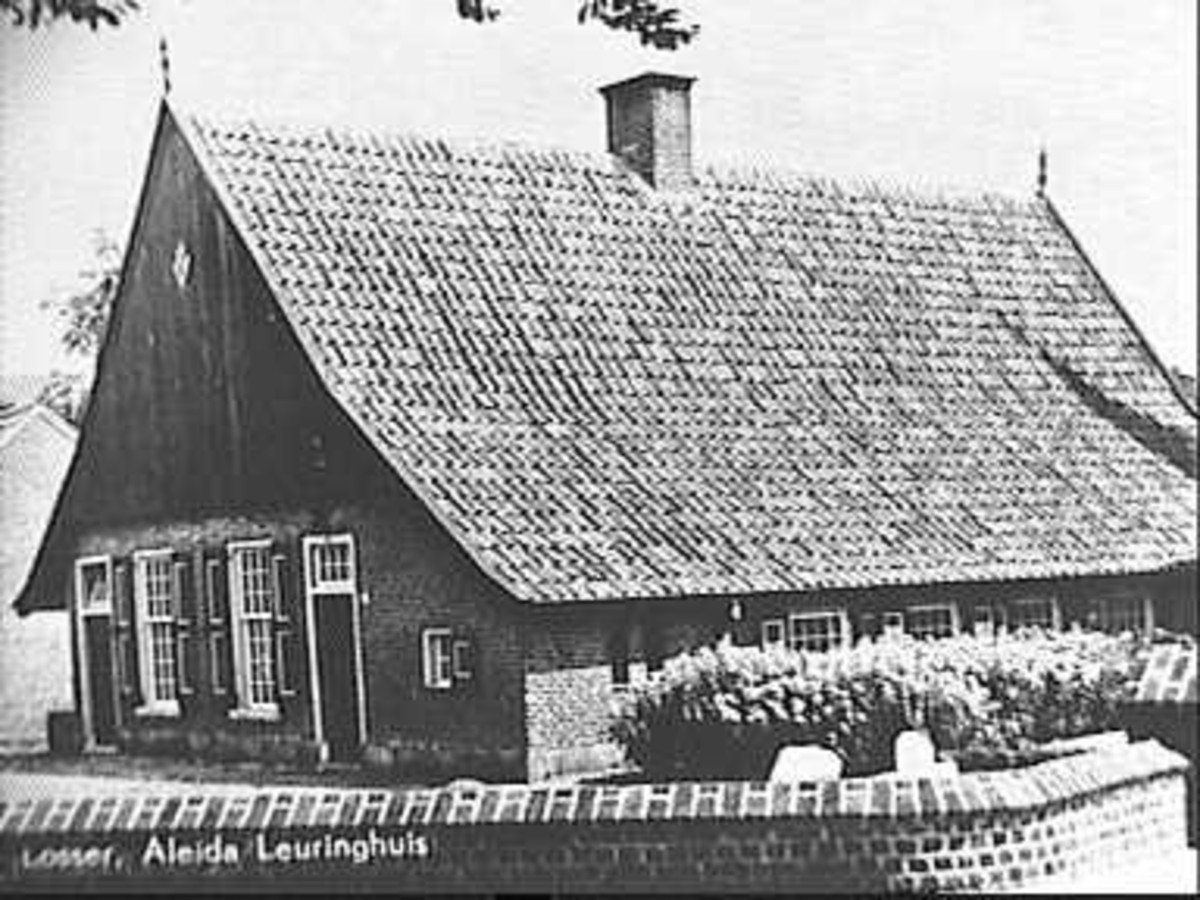
Aleida Leurinkhuis

In Losser staat er naast de kerk het Aleida Leurinkhuis dat sinds 1965 een rijksmonument is.
- International Standard Name Identifier: 0000 0003 8894 8957
- Nederlandse Thesaurus van Auteursnamen: 32441529X
- Virtual International Authority File: 282250237
- WorldCat: E39PBJyRwYv8kPwHXW8x7tdhHC